# Дубки (Ивановская область)
Дубки — деревня в Комсомольском районе Ивановской области России, входит в состав Новоусадебского сельского поселения.

## География
Деревня расположена в 4 км на юго-запад от райцентра города Комсомольск.

## История
В 2 км на запад от деревни находится Яковлевский погост. В XVIII столетии в погосте существовала деревянная церковь, но в 1793 году она от удара молнии сгорела. В 1803 году вместо неё на средства помещика Ивана Мневского и прихожан построена каменная церковь с колокольней и оградой. Престолов в церкви было три: в холодной — в честь Воскресения Христова, в теплой трапезе: во имя Святителя и Чудотворца Николая и во имя Святителя Димитрия Чудотворца Ростовского. В 1884 году в погосте была открыта церковно-приходская школа. 
В конце XIX — начале XX века деревня Дубки входила в состав Миловской волости Шуйского уезда Владимирской губернии. В 1859 году в селе числилось 22 двора, в 1905 году — 25 дворов.

## Население
| 1859 | 1905 |
| ---- | ---- |
| 106  | 143  |

| 1859 | 1905 | 2010 |
| ---- | ---- | ---- |
| 106  | ↗143 | ↘4   |

## Достопримечательности
В Яковлевском погосте находится полуразрушенная Церковь Воскресения Христова.